# As Sublimes
As Sublimes foi um girl group brasileiro de música pop formado em 1993 originalmente por Isabel Fillardis, Lilian Valeska e Karla Prietto, tendo posteriormente também Flávia Santana. Formado apenas por mulheres afrodescendentes, teve o nome inspirado no grupo estadunidense The Supremes.

## Inspiração no trio The Supremes e primeira formação
The Supremes foi um famoso e premiado grupo feminino de soul music que se destacou mundialmente nas décadas de 1960 e 1970, produzido pelo grupo de compositores Holland – Dozier – Holland da Motown Records e que emplacou diversas canções na Billboard Hot 100 , sendo primeiro lugar com doze canções ao longo de sua carreira.
O trio teve diversas formações, contando com as integrantes Diana Ross, Mary Wilson, Florence Ballard, Cindy Birdsong, Jean Terrell, Lynda Laurence, Scherrie Payne e Susaye Greene.
Contemporânea a outros trios como The Ronettes e Martha and the Vandellas, o trio inspirou diversos grupos ainda existentes e, também, o livro Dreamgirls, que se desdobrou no espetáculo da Broadway e filme homônimos. A obra cinematográfica teve em seu elenco Beyoncé, Eddie Murphy, James Fox e Jennifer Hudson, entre outras figuras conhecidas do mundo do cinema e foi lançada em 2006.
No Brasil, As Sublimes surgiram como um projeto inspirado no grupo The Supremes com a busca pelas cantoras iniciando em 1989.
A primeira integrante foi Lilian Valeska. Atriz e cantora de timbre agudo diferenciado e conhecida em espetáculos musicais no teatro, também tendo trabalhado com Kid Abelha e Eduardo Dussek.
A segunda integrante selecionada foi Isabel Fillardis, modelo já renomada em diversos editoriais de moda e capa de revista. Na época da seleção, Isabel estava avaliando convite para participar do projeto de um outro trio musical, Lilith (que teve como sua formação oficial Cristina Ribeiro, Carla Alexandar e a eterna Globeleza Valeria Valenssa). Pouco tempo depois de firmar contrato para integrar As Sublimes, Isabel Fillardis entrou para o elenco da novela Renascer, de Benedito Ruy Barbosa, com direção de Luiz Fernando Carvalho, na Rede Globo de Televisão.
A modelo internacional Karla Prietto foi a terceira integrante a compor o grupo, concluindo assim o trio da primeira formação. Karla já tinha em seu currículo a experiência de dois discos compactos lançados por Benê Alves, da antiga RGE Records, estampou a embalagem do sabonete Lux na Nigéria e havia ficado conhecida por suas apresentações como Garota exportação, no Cassino do Chacrinha.
A primeira apresentação das Sublimes em palco foi em 1992, abrindo o show de Frejat e a Midnight Blues Band, cantando Dancing the street, de Martha & Vandellas.
Em 1993 As Sublimes tiveram seu primeiro show oficial, como lançamento de seu álbum de estreia no Jazzmania, no Rio de Janeiro, em 15 de novembro de 1993. Na época, o videoclipe de Boneca de fogo (sua primeira canção de trabalho) foi lançado no programa Fantástico, da Rede Globo de televisão e o hit conquistou as paradas de sucesso das rádios do Brasil, ainda sendo incluído nas coletâneas Hot Hits 94 e Pepsi Love Songs.
O álbum de estreia leva o selo da Columbia Records / Sony Music e foi produzido por Alexandre Agra e Fred Nascimento para a Agracadabra Produções. Teve duas montagens distintas no encarte, sendo a primeira em formato de livreto e, com o esgotamento rápido em vendas, a segunda impressão do encarte foi feita em formato de pôster.
Este primeiro álbum ainda teve um kit promocional lançado em parceria da Sony Music Brasil com a Nestlé, trazendo uma lata contendo camisa com a marca do grupo, cd, fita vhs release, um folder redondo (formato da lata) e alguns bombons com embalagem contendo a marca do grupo.
Ainda em 1994, o trio emplacou as canções Menina Mulher da Pele Preta (de Jorge Ben Jor), com a qual recebeu o Prêmio de Melhor videoclipe em Nova Iorque, Stop e Tyson Free. Esta última, produzida por Fausto Fawcett e Fred Nascimento (dois músicos conceituados mundialmente), teve letra criticada por defender o famoso boxeador, que estava sendo processado por violência sexual. As Sublimes, por questões contratuais, e mesmo contrariadas, gravaram a canção que, apesar de tudo, fez sucesso e conquistou paradas de momento em rádios e programas de televisão. No mesmo ano Lílian Valeska integrava o elenco da novela Irmãos Coragem e Isabel Fillardis estava na novela Pátria Minha, ambas da Rede Globo de Televisão.
Em 1995 As Sublimes emplacaram A Última Ilusão nas rádios brasileiras, sendo a canção de trabalho que encerrava a divulgação do álbum de estreia.
O primeiro álbum ainda tem a participação de Luiz Melodia na faixa Sexy Sim, além das participações de Jorge Ben Jor em Menina Mulher da Pele Preta e Fausto Fawcett em Tyson Free. E traz a versão gravada pelas Sublimes do clássico Black is Beautiful, imortalizada na voz de Elis Regina.
Esta formação se apresentou em diversos programas de televisão como Xuxa Park Hits (da apresentadora Xuxa Meneghel) na Rede Globo, Jô Soares Onze e Meia (do apresentador Jô Soares) no SBT e Dudalegria (de Duda Little) na extinta Rede Manchete, além de estampar várias matérias de revista e editoriais de moda, entre eles nos jornais O Globo e O dia.

## Referência étnica
Com a projeção midiática que As Sublimes alcançaram na década de 90 em território brasileiro, o trio se tornou referência como bem sucedido grupo musical formado apenas por mulheres negras, para meninas e adolescentes, sem precedentes no país.

## Segunda formação
A saída de Isabel Fillardis do grupo foi oficializada em 1995, pelo programa vespertino Video Show (apresentado na época por Miguel Falabella e Cissa Gimarães), da Rede Globo de Televisão, sendo substituída pela também experiente Flávia Santana, filha de Paulo Santana (do grupo Malacacheta). Fillardis, apresentava dificuldades de conciliar a agenda com as outras profissões que exercia (modelo e atriz), fato que a fez perder alguns shows e desfalcar o trio, decidindo deixa-lo. No período ela integrava o elenco da novela A Próxima Vítima, também da Rede Globo de Televisão.
Em 1997 a formação contendo Karla, Lilian e Flávia lança seu segundo álbum, que foi produzido por Tuta Aquino, e finalizado em Nova York, Estados Unidos, pelo selo Epic Records / Sony Music.
O álbum conta com participação de Lulu Santos na faixa de abertura do disco, Beleza Física. Outras participações são de Mary Wilson (uma das integrantes originais do The Supremes) e o saxtenor Michael Brecker na faixa Eu queria um Amor, versão que o trio escreveu para a canção My Chèrie Amour, de Stevie Wonder.
Eu queria um amor estourou nas paradas de sucesso, sendo seguida pela romântica Só pra ser (posteriormente também gravada pela atriz e cantora Babi Xavier).
O trio ainda emplacou Menos Carnaval (canção já eternizada por Belô Velloso) e Mais que hoje (versão de Paula Toller para o clássico Reunited, da famosa dupla Peaches & Herb).
Após iniciar a produção de seu terceiro álbum, já tendo gravado as faixas Eu preciso te esquecer (eternizada por Cláudia Telles e com versão de Sampa Crew) e Só porque te amo (versão de Buchecha para Just because I love you de Lina Santiago), o trio e outros artistas tiveram seus contratos rescindidos e o álbum não foi finalizado.
As Sublimes ainda escreveram, junto com Paulo Santana, a famosa canção Eu não vou (gravada pelo grupo Fat Family), que conquistou as primeiras posições das paradas de sucesso nas rádios brasileiras.
Esta formação marcou presença em programas como Planeta Xuxa (Rede Globo), Quem sabe... sábado (do apresentador Renato Barbosa) na Rede Record, Programa Livre (do apresentador Serginho Groisman) no SBT e Note e anote (da apresentadora Ana Maria Braga) na Rede Record.

## O reencontro e retorno temporário
Em agosto de 2012 a produtora RH Soluções Artísticas promoveu o reencontro das Sublimes, reunindo todas as quatro integrantes: Lilian Valeska, Isabel Fillardis, Karla Prietto e Flávia Santana após fãs do grupo iniciarem uma campanha Volte Sublimes no YouTube. Emocionadas, as cantoras filmaram acappellas de Boneca de Fogo e Be My Baby (canção famosa do trio The Ronettes) na reunião que ocorreu no Felice Café, em Ipanema, Rio de Janeiro.
O marcante reencontro estimulou as cantoras a se reunirem temporariamente até que um projeto já existente na RH Soluções Artísticas selecionasse as três novas integrantes.
As Sublimes se apresentaram no Teatro Rival e no Teatro Imperator (Centro Cultural João Nogueira), ambos no Rio de Janeiro, de 2014 a 2016, como participação de eventos e, também, em abril de 2019, no Circo Voador, no Baile Charme Show, apresentado e produzido pelo cantor Gabriel Moura.
Isabel Fillardis continua trabalhando como atriz. Sua última novela na Rede Globo foi Fina Estampa (de Aguinaldo Silva e dirigida por Wolf Maya) em 2012. Após isso, ela integrou o elenco dos musicais A Menina Edith e a Velha Sentada (escrito e dirigido por Lázaro Ramos), Orfeu, Lapinha - além da voz e da pintura (produzido por ela mesma) e Ivone Lara - Um sorriso negro. Em 2018 participou da terceira edição de Dancing Brasil (apresentado por Xuxa) e em 2019, da novela Topíssima (de Cristianne Fridman e dirigida por Rudi Lagemann), ambos da RecordTV.
Karla Prietto passou a integrar a banda Vitória Régia e o Grupo Revelação. Hoje ela viaja pelo Brasil fazendo vocal de apoio para Xande de Pilares. Ela também continuou fazendo alguns editoriais de revista como modelo por mais algum tempo.
Lilian Valeska é considerada a atual Diva do teatro musical brasileiro sendo disputada entre os maiores espetáculos musicais, entre eles Tim Maia, É com esse que eu vou, Tom e Vinícius - o Musical, SamBra, Todos os musicais de Chico Buarque em 90 Minutos (recebendo Prêmio Referência 2015 de Melhor atriz Coadjuvante), Amargo fruto - a vida de Billie Holliday (do qual recebeu Prêmio Cesgranrio 2015) e A cor púrpura. Em 2015 ela lançou seu primeiro disco solo, Elas.  Lilian foi uma das protagonistas da série Sexo e as Nêgas, de Miguel Falabella (2015), e integrou no elenco de Malhação (2016), ambos da Rede Globo de Televisão.
Flávia Santana lançou Se liga em mim, seu primeiro disco solo, em 2012. Gravou o rap da música de abertura brasileira da série As visões de Raven, exibida pelo SBT. Participou de musicais como Tim Maia, SamBra, O bem do mar e A cor púrpura (com este último recebeu o respeitado Prêmio Botequim Cultural 2019 de atriz coadjuvante).
A dificuldade de conciliar a agenda entre as cantoras deu início à seleção para nova formação do grupo.

## Seleção As Sublimes
Em 2020, a RH Soluções Artísticas abriu as inscrições de audições para candidatas à seleção intitulada As Sublimes. O objetivo é encontrar três novas cantoras para dar sequência à história do grupo, tendo produção de Rodrigo Hallvys (proprietário da RH Soluções Artísticas e detentor da marca registrada), do produtor artístico Sergio Garloppa (que foi produtor de Luiz Melodia) e apoio de diversas empresas.
Os critérios para seleção
Interessadas em se candidatar devem seguir rigorosamente os critérios predispostos na seleção. Precisam ser afrodescendentes, ter de 18 a 23 anos, e serem residentes ou nascidas em alguma das cidades do Sul Fluminense: Angra dos Reis, Barra do Piraí, Barra Mansa, Itatiaia, Paraty, Pinheiral, Piraí, Porto Real, Quatis, Resende, Rio Claro, Rio das Flores, Valença e Volta Redonda.
Além disto, deverão produzir e enviar link de seu vídeo para análise vocal; tendo como referências, canções de alguma das seguintes artistas: As Sublimes, Beyoncé Knowles, Brick & Lace, Cher, Crystal Waters, Cyndi Lauper, Deborah Blando, Destiny’s Child, En Vogue, Fat Family, Leona Lewis, Mariah Carey, Mónica Naranjo, Samantha Mumba, Shanice, SNZ, The Pussycat Dolls, The Supremes, TLC, Toni Braxton e Whitney Houston.
As candidatas que forem pré-selecionadas a partir do material serão convocadas para as etapas de audições, que estão programadas para ocorrer ainda neste ano.
Candidatas afrodescendentes de 18 a 23 anos devem enviar e-mail com o assunto ‘Seleção As Sublimes’ para a empresa RH Soluções Artísticas, contendo:
.Link de vídeo cantando canção de uma das referências;
.Nome completo, nome artístico e data de nascimento;
.Altura e manequim;
.Endereço e telefone para contato;
.Fotos (de estúdio) de rosto, meio-corpo e corpo inteiro;
.Imagem digitalizada do comprovante de residência e certidão de nascimento.
As inscrições, que aconteceriam até o dia 31 de maio de 2020, foram prorrogadas por tempo indeterminado devido ao isolamento social ocorrido pela doença Covid-19.
A decisão do critério quanto às candidatas serem do Sul Fluminense se deve ao fato do ator e produtor Rodrigo Hallvys, detentor da marca registrada As Sublimes, ser nascido na cidade de Volta Redonda e o mesmo ter interesse em abrir oportunidade de trabalho para cantoras da região.

## Discografia

### Álbuns de estúdio
| EP          | Detalhes                                                                  |
| ----------- | ------------------------------------------------------------------------- |
| As Sublimes | - Lançamento: 30 de setembro de 1993 - Formatos: CD, LP - Gravadora: Sony |
| As Sublimes | - Lançamento: 30 de março de 1997 - Formatos: CD - Gravadora: Sony        |

### Singles
| Título                                  | Ano  | Álbum       |
| --------------------------------------- | ---- | ----------- |
| "Boneca de Fogo"                        | 1993 | As Sublimes |
| "Menina Mulher da Pele Preta"           | 1994 | As Sublimes |
| "Tyson Free"                            | 1994 | As Sublimes |
| "Só pra Ser"                            | 1997 | As Sublimes |
| "Eu Queria um Amor" (part. Mary Wilson) | 1997 | As Sublimes |

### Outras aparições
| Título                    | Ano  | Outros artistas | Álbum                       |
| ------------------------- | ---- | --------------- | --------------------------- |
| "Você me Passou pra Trás" | 1994 | Toni Platão     | Tony Platão                 |
| "Arrepia Brasil"          | 1994 | —               | Torcida Número              |
| "Stop"                    | 1994 | —               | Rádio Hits 2                |
| "Natal de Todas as Raças" | 1995 | —               | Xuxa Park Especial de Natal |
| "Tente Vier sem Mim"      | 1998 | Sylvia Patricia | Hábitos Estranhos           |